# رایشس‌کومیساریات مسکو
رایخس‌کومیساریات مسکو (روسی: Рейхскомиссариат Московия) رژیم اشغالگر مدنی بود که آلمان نازی قصد داشت در اروپای مرکزی و شمالی روسیه در طول جنگ جهانی دوم ایجاد کند، یکی از چندین رایخس‌کومیساریاتی مشابه.